# Abington (Contea di Montgomery, Pennsylvania)
Abington è una città degli Stati Uniti d'America, nella Contea di Montgomery, Pennsylvania. Secondo il censimento del 2020 la popolazione è di 58 502 abitanti.

## Geografia fisica
Secondo lo United States Census Bureau, il comune ha una superficie totale di 40,1 km².

## Storia
L'area in cui attualmente sorge Abington venne acquistata dai nativi Lenape da William Penn nel decennio del 1680. Dal decennio successivo un manipolo di pionieri europei costruì ed abitò un villaggio, Hill Township, all'incrocio fra Susquehuanna Road Street e Old York Road. Diversi nomi battezzarono il primo nucleo abitativo finché il nome di Abington, di origine ancora sconosciuta, venne adottato nel 1704.
Alcuni edifici nella città hanno avuto un lungo uso, la scuola di Abington sorge sulle fondamenta di quella originale, e il cimitero è ancora quello della fondazione.
La ferrovia raggiunse la città nel 1855 e la stazione, del 1873 è ancora la stessa.
La città è stata la prima comunità suburbana a votare, nel gennaio 2011 contro una legge sui diritti civili che non è passata per 10 voti (9 repubblicani e 1 democratico).

## Evoluzione demografica
Il censimento del 2020 ha stabilito che nella città vivono 58.502 persone, 20,930 nuclei familiari e 15.139 famiglie residenti. La densità di popolazione è di 1.401,7 abitanti per chilometro quadro. La composizione razziale della città è la seguente: 80,1% bianchi, 11,7% neri, 4,1% asiatici, 0,51% di altre razze e 3,2% da due o più razze. Il 4,4% della popolazione è latino-ispanica.
Ci sono 20,930 nuclei familiari, dei quali: il 30% hanno dei figli al di sotto dei 18 anni che vivono in casa con loro, il 9,6% hanno un capofamiglia donna con marito non presente, 57,4% sono coppie sposate che vivono insieme e il 30,2% sono non-famiglie. Il 25,9% dei nuclei familiari è composto da singoli individui e il 12,9% è formato da ultra 65enni che vivono soli. La famiglia media è composta da 3,10 persone.
Nella città, la distribuzione della popolazione è la seguente: il 23,6% sotto i 18 anni, il 6,1% dai 18 ai 24, il 27,7% dai 25 ai 44, il 23,5% da 45 a 64 e 19,1% dai 65 anni in su. L'età media è di 41 anni. Per ogni 100 donne ci sono 89,4 uomini. Per ogni 100 donna dai 18 anni in su, ci sono 85,3 uomini.
Il reddito medio per un nucleo familiare è di 59.921 dollari, mentre il reddito medio di una famiglia è di 70.959 dollari. Gli uomini hanno un reddito medio di 47.408 dollari contro i 36.572 dollari delle donne. Le entrate pro capite ammontano a 30.331 dollari. Circa il 2% delle famiglie e il 3,6% della popolazione sono al di sotto della linea di povertà, tra cui il 2,6% sono sotto minori di 18 anni e il 4,2% sono dai 65 anni in su.

## Politica
Abington non ha un sindaco, ma è disciplinata da un consiglio dei commissari. Un presidente del consiglio di amministrazione è eletto tra i commissari e funge da sindaco per Abington. James Ring è l'attuale Presidente della Commissione.
La maggior parte del municipio si trova nel Thirteenth Congressional District.

## Comunità
Abington comprende sedici "comunità", qui in ordine alfabetico:
- Abington
- Ardsley
- Crestmont
- Elkins Park
- Glenside
- Hollywood
- Huntingdon Valley
- Meadowbrook
- Nobile
- North Hills
- Roslyn
- Roychester
- Rydal
- Willow Grove

## Istruzione
Abington è servita dal distretto scolastico di Abington. Le scuole elementari in questo comune sono:
- Copper Beech Elementary
- Highland Elementary
- McKinley Elementary
- Overlook Elementary
- Roslyn Elementary
- Rydal Elementary
- Willow Hill Elementary

L'unica scuola media è la Abington Junior High School la scuola superiore è la Abington Senior High School.
Ci sono anche diverse scuole private in città, come la Meadowbrook e la Abington Friends School. Anche il campus Penn State's Abington si trova nella città.